# Université du Pays basque
L'université du Pays basque (officiellement : Universidad del País Vasco / Euskal Herriko Unibertsitatea UPV/EHU) est une université publique de la Communauté autonome basque créée en 1980. Fondée à partir de l'université de Bilbao fondée en 1968 et elle-même issue de la Faculté de sciences économiques de Sarriko (un quartier de Bilbao), l'université du Pays basque est principal établissement d'enseignement supérieur de la Communauté autonome.
Elle est présente dans les trois principales villes de la Communauté autonome basque : Bilbao/Leioa, Saint-Sébastien/Eibar et Vitoria-Gasteiz.
Sa devise, en basque, est Eman ta zabal zazu (Donne-le et répands-le), un vers du Gernikako Arbola, un hymne basque du XIXe siècle. Son emblème a été conçu par le sculpteur Eduardo Chillida dans les années 1970 et il s'est transformé en symbole revendicatif pendant la Transition.

## 1540-1897

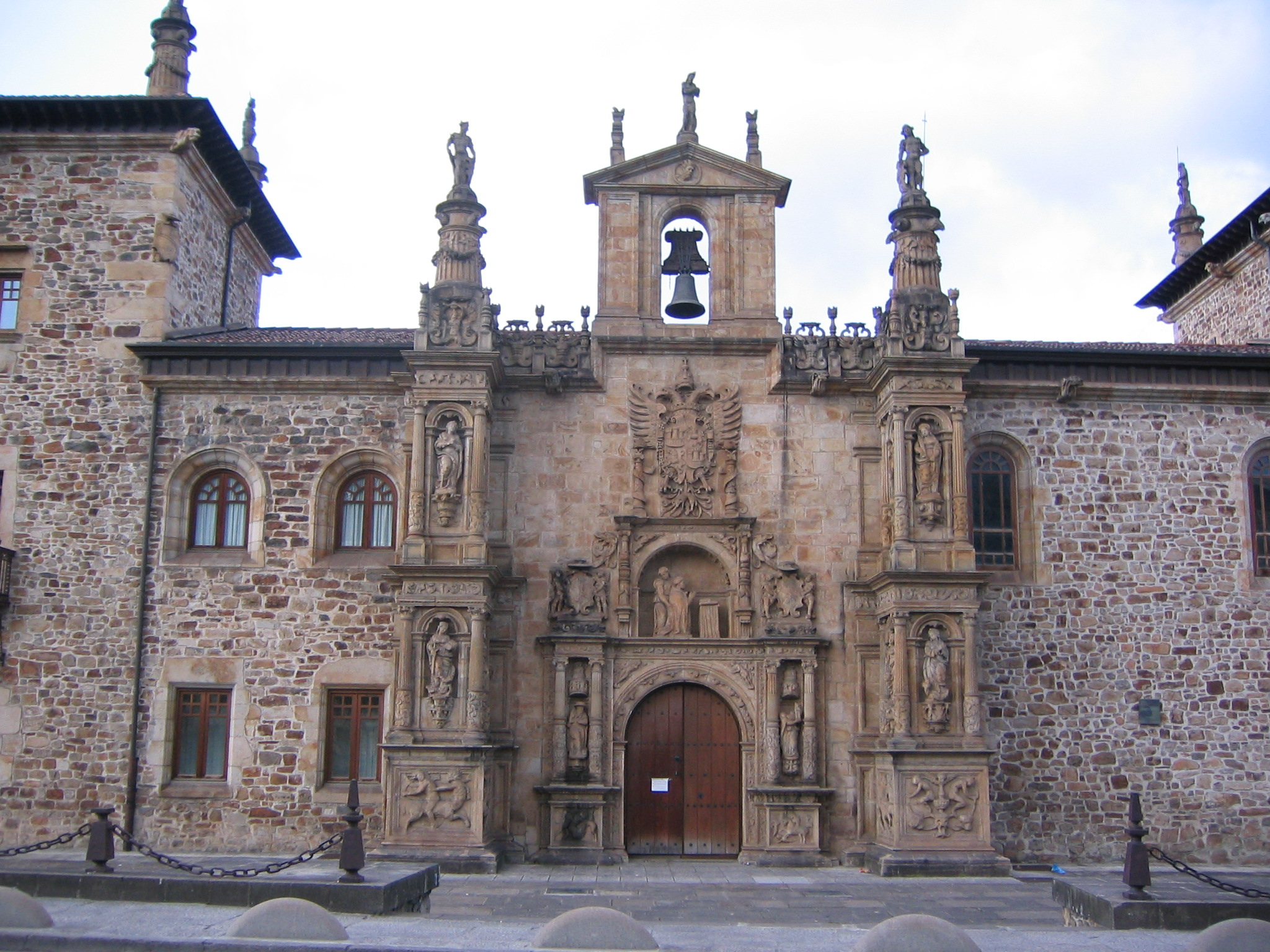
Université d'Oñate.

L'enseignement universitaire au Pays basque le plus ancien remonte à l'Université d'Oñati, créée par Rodrigo Mercado de Zuazola. Fondée en 1540, elle a commencé son activité en 1542, dans la ville d'Hernani, et a été ensuite transférée à Oñati en 1548. Elle comprenait des facultés de théologie, lois, financess, arts et médecine. Après de multiples avatars, elle a  fermé en 1901.
Comme précurseur, on peut citer le Séminaire Royal de Bergara, créé par les membres de la Real Sociedad Bascongada de Amigos del País, centre rénovateur ouvert aux  courants des Lumières et doté de scientifiques et de matériel avancé et qui envoyait des étudiants d'élite à l'extérieur. Il rayonne particulièrement entre 1779 et 1793 et essaie de doter le Pays basque d'un centre éducatif progressiste, mais les avatars politiques du début du XIXe siècle (occupation par la France) cassent son élan.
En Biscaye, l’École de navigation, qui avait été créée en 1511 sous les auspices du Consulat de Commerce, reçoit la reconnaissance officielle en 1784 et, en 1800, on songe à y ajouter l'École de commerce, qui commence ses activités en 1818.
La Députation de Navarre a présenté en 1866 un projet pour créer l'Université basco-navarraise et a proposé aux députations basques de solliciter conjointement la création d'une université officielle, mais la tentative ne réussit pas. Après deux années de mandature des députations, ce projet unitaire tentera d'être concrétisé dans des projets provinciaux au milieu de la désorientation. Ainsi, il n'y eut, ni continuité, malgré la tentative de la Députation du Guipuscoa de reconstituer la vieille université d'Oñati, celle , en Alava, de fonder l'éphémère université littéraire de Vitoria-Gasteiz (1869-73) et prévoir le projet d'université catholique biscaïen des Juntes générales de Biscaye(1870), qui a sombré avec la dissolution de la Députation générale de Biscaye.
Toutefois subsistera la société anonyme Enseñanza Católica (Enseignement catholique), créée à Bilbao en 1883, par treize Biscaïens pour l'établissement d'un Centre d'études supérieures et qui avait été inspiré spécialement par le père Manuel Isasi. L'enseignement commencera en 1886 et elle se fondra dans l'université de Deusto.
D'autre part, grâce au Décret Royal du 2 avril 1897, l'École d'ingénieurs industriels de Bilbao fut créée.

## Période 1918-1955
Le 5 janvier 1918, le professeur d'université d'esthétique Ángel de Apraiz y Buesa prononce à Bilbao un discours sous le titre "Pro Universitaire Basque", manifeste constitutif d'un mouvement revendicatif qui sera interrompu par la guerre civile espagnole.
Sous ce motto, la Société d'études basques impulse un important mouvement mobilisateur entre 1918 et 1923, en préparant les statuts de l'Université, et en promouvant l'action des sénateurs à Madrid. On arrive ainsi, en 1923, à un mémoire à destination des pouvoirs publics qui définit précisément les solutions aux problèmes universitaires. La dictature de Primo de Rivera éteint le mouvement qui renaîtra, en 1931, quand la mairie de Bilbao organisera une grande Assemblée Pro-Université basque.
En 1936, le premier décret élaboré par le département de la Culture du gouvernement basque, dirigé par Leizaola, a été la création d'une commission et ladéfinition son fonctionnement dans laquelle le travail fondamental a été effectué par Ángel de Apraiz. Le 1er décembre 1936 le Lehendakari du gouvernement basque, José Antonio Aguirre, inaugure l'université basque dans l'hôpital civil de Bilbao. L'avance de la guerre civile fait qu'elle aura une vie éphémère et finira avec la prise de Bilbao en 1937.
En 1952, l'Opus Dei fonde l'université de Navarre, qui, à partir de 1961, s'exporte en créant des sites à Saint-Sébastien, où actuellement il n'en reste que l'ETS d’ingénierie industriels.
Comprenant à cette époque les trois provinces qui forment, aujourd'hui, la Communauté autonome du Pays basque dans le Secteur universitaire de Valladolid, la création de la Faculté de Sciences Économiques et Commerciales à Bilbao en 1955 pour à partir de l’École de Commerce, a fait resurgir la vieille revendication biscaïenne d'une université multidisciplinaire pour le territoire entier.

## Période 1963-1980
Enfin, par le décret-loi 5/68 de juin 1968 est instituée l'université de Bilbao dans le cadre des "Plans de Développement" qui intégraient les demandes éducatives des populations urbaines en croissance, la massification de l'enseignement, ainsi que la nécessité d'une réforme du système éducatif qui sera essayé avec la Loi générale d'Éducation de 1970.
L'université de Bilbao est établie avec la faculté d’économie existante, deux nouvelles concernant la Médecine et les Sciences, mais, sans secteur universitaire propre, Juan Echevarría Gangoiti étant le premier recteur.
Au Guipuscoa, depuis 1963, une commission gestionnaire, rattachée plus tard, à l'organisation  patronale, intervenait dans "Pro d'Études Supérieures Officielles", bien reprises par Ignacio Barriola dans son texte classique. Le décret-loi 5168 créait une faculté universitaire à Saint-Sébastien qui ultérieurement, dans le décret du 27 juillet 1968 sera limitée à une la Faculté de Droit, intégrée au secteur de Valladolid, bien que les représentants de Guipuscoa aient manifesté d'autres préférences.
La Loi générale d'éducation a permis qu',en 1972, les écoles d'experts, normaux de professorat et patronaux obtiennent le statut d'universitaires sous la dénomination d'écoles universitaires intégrées dans les universités de leurs secteurs géographiques respectifs. Précédemment avait été créée l'École supérieure de Beaux Arts qui a été rattachée à l'université de Bilbao, ainsi que l'incorporation à cette dernière de l'ETS d’ingénierie industriels.
La société civile du Pays basque, insatisfaite des limitations existantes et, ayant en mémoire les mémoires régénérationistes de 1918, de 1922 et 1936, a généré un important mouvement pour une université basque durant les années soixante-dix, une espèce d'illusion collective qui a été forgée sous l'emblème d'Eduardo Chillida et aujourd'hui devise de cette université « Eman ta zabal zazu » (« Donne et répands »). Grâce à l'énergie créative de ce mouvement, des universitaires de grande solvabilité professionnelle se sont incorporés à la nouvelle université. Toutefois, la création du secteur n'a pu être obtenue avant 1977, qui verra l'université de Bilbao, s'étendre aux sites d'Alava et du Guipuscoa.
Le 25 février 1980 l'université de Bilbao se transforme en Université du Pays basque/Euskal Herriko Unibertsitatea, en formant le système universitaire public de la Communauté autonome du Pays basque, par la fusion des sites publics des trois provinces et, en y rattachant des écoles universitaires. Par un développement continu, l'UPV est maintenant une des premières universités d'Espagne tant en nombre de formations que d'étudiants.

## Campus universitaires
Une des caractéristiques est la dispersion de ses facultés et écoles. Elle comprend trois campus, correspondant chacun à une des trois provinces basques, c'est-à-dire à la Biscaye, Guipuscoa et Alava. L'université emploie les dénominations officielles en basque pour les deux premiers, mais pas pour Alava : Campus de Bizkaia, Campus de Gipuzkoa et Campus d'Alava.

### Campus de Biscaye
Le Campus de Biscaye est le plus étendu et le plus utilisé. Il a son siège central à Leioa, à 11 km du centre de Bilbao, dans le siège de l'ancienne Université de Bilbao. Toutefois, il existe de nombreux sites dans Bilbao, Barakaldo et Portugalete dispersés sur quatre zones : les secteurs de Leioa-Erandio, de Bilbao, de Barakaldo et de Portugalete.

### Lejona-Erandio
Le campus original de Leioa, inauguré en 1972, est un exemple d'architecture brutaliste, avec de béton nu (béton brut), des toits plats et des éléments structurels à visée fonctionnelle. Les zones piétonnes de l'Université étaient disposées sur des piles, semblable à des pilotis, et laissaient un niveau inférieur pour les fonctions de garage et de passage des véhicules. Cependant, après le plan de Reforme, les bâtiments ont progressivement placé leur rez-de-chaussée au niveau de la rue. Ce niveau inférieur est camouflé par une inégalité du terrain. Le niveau supérieur dispose de zones vertes importantes, montrant des arbres plantés au niveau du sol. Il y a un héliomètre, un type de solaire zodiacal, sur le niveau supérieur.
La vétusté de Leioa, qui n'avait pas été modifié depuis sa création, a conduit à initier un ambitieux plan de reconstruction, doté d'un budget de 123 millions d'euros, destiné à « piétonniser » le terrain, à éliminer les garages pour installer des locaux au niveau du sol, à rénover les bâtiments, ainsi qu'à créer un réseau de pistes cyclables, un arboretum et un parc scientifique de 188 000 m2. Ces travaux ont commencé après la fin du cours 2005/2006 et on attend sa fin pour 2017,.
À la suite de l'extension sur Erandio et la construction des nouvelles installations sportives en 2005, il reçoit le nom officiel de Campus de Leioa-Erandio. Dans ce centre universitaire on trouve le vice-rectorat du terrain de Biscaye, ainsi que de le rectorat de l'Université du Pays basque. Les facultés qui se trouvent ici sont :
- Faculté des sciences et de technologie.
- Faculté de médecine et d'odontologie.
- Faculté de sciences sociales et de la communication.
- Faculté des beaux-arts.
- École universitaire de relations du travail.
- École universitaire d'infirmerie.
- Faculté de droit.

### Bilbao
Dans la ville de Bilbao, on trouve quelques-uns des centres les plus importants de l'Université.
- Faculté de sciences économiques et patronales de Sarriko (Ibarrekolanda, Sarriko).
- École universitaire de corps enseignant (Arangoiti).
- École technique supérieure d'ingénierie de Bilbao (San Mamés).
- École universitaire d'ingénierie technique industrielle (La Casilla).
- École universitaire d'études patronales (Centre).
- Laboratoires (Zazpi Kaleak / Casco Viejo).
- Collège Majeur Miguel de Unamuno (San Ignazio).
- Résidence d'étudiants Blas de Otero.
- Collège supérieur Bidealde.

### Portugalete
- École technique supérieure nautique et machines navales.

### Barakaldo
- École universitaire d'ingénierie technique (mines et travaux publics).

### Campus du Guipuscoa

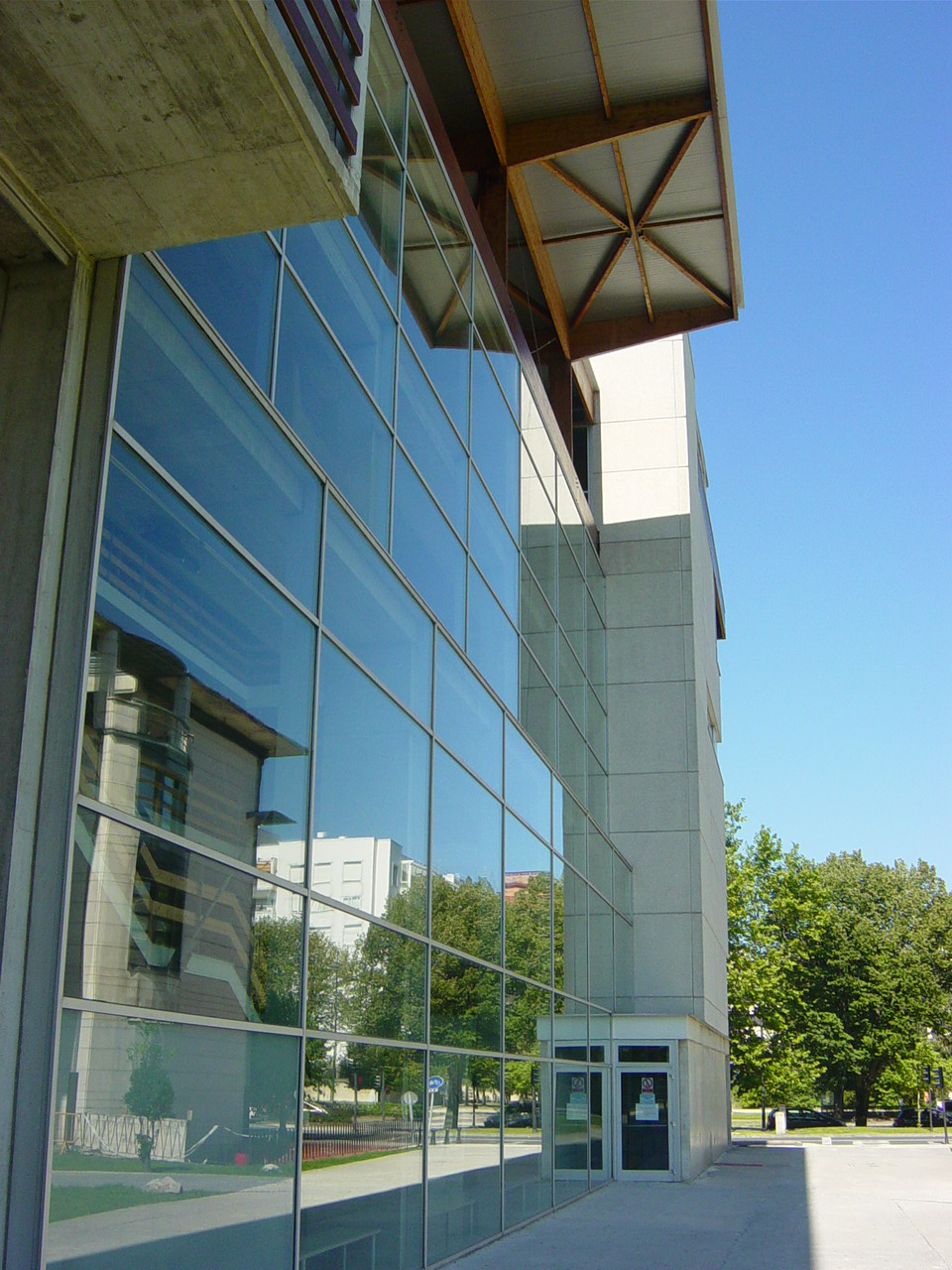
Campus du Guipuscoa de l'université du Pays basque, à Saint-Sébastien.

- Le campus du Guipuscoa est réparti entre Saint-Sébastien et Eibar.

### Saint-Sébastien
À Saint-Sébastien, les sites qui étaient répartes dans toute la ville, ont été regroupés sur un nouveau campus dans le quartier d'Ibaeta. 25 % des étudiants y sont rattachés. 
- Faculté de sciences chimiques.
- Faculté de droit.
- Faculté de psychologie.
- Faculté de philosophie et de sciences de l'éducation.
- Faculté d'informatique.
- École technique supérieure d'architecture.
- École universitaire polytechnique de Saint-Sébastien.
- École universitaire d'études patronales.
- École universitaire de magistrature de Saint-Sébastien.
- École universitaire d'infirmerie (Ville sanitaire de Saint-Sébastien).
- Unité enseignante de médecine (dans l'École universitaire d'infirmerie)
- Laboratoires

### Eibar
- École d'ingénierie technique industrielle (centre omnisports et résidence d'étudiants)

### Campus d'Alava
Le campus d'Alava rassemble 15 % des étudiants de l'université. Ce campus se trouve dans la zone sud de Vitoria-Gasteiz, et comprend une résidence, une bibliothèque, un amphithéâtre et un centre sportif.
- Faculté de pharmacie.
- Faculté de lettres.
- École universitaire d'ingénierie.
- École universitaire du corps enseignant.
- École universitaire de travail social.
- École universitaire des sciences économiques.
- Faculté de sciences de l'activité physique et du sport.
- Unité enseignante de médecine (hors du campus).
- Salles de classe d’expériences.

À Vitoria-Gasteiz, il y a un centre public assigné à l'université du Pays basque :
- École universitaire d'infirmerie.

## Résidences et Collèges principaux

### Campus de Biscaye
- Collège Majeur Miguel de Unamuno.
- Résidence Blas de Otero.
- Hôtel-Résidence Leioa (pour des chercheurs et des étudiants ; en construction).
- Collège Majeur Bidealde.

### Campus du Guipuscoa
- Résidence Miguel Agud Querol.

### Campus d'Alava
- Résidence Tomás Alfaro Fournier.

## Cours d'été
L'université du Pays basque organise ses cours d'été, créés en 1981, dans le Palais Miramar de Saint-Sébastien. On a habilité le Palais Markeskua d'Eibar à cette fin. Il s'agit d'une série de conférences, discussions, cours et classes magistrales sur diverses matières des différents domaines du savoir. Son prestige est croissant et parmi les conférenciers de l'édition 2006 (20e anniversaire) on trouve, par exemple, Noam Chomsky, outre d'autres importantes personnalités.[réf. nécessaire]

## Personnalités liées à l'université
- Manuel Agud Querol : linguiste, un de ses fondateurs
- Juan Ignacio Pérez Iglesias : professeur en physiologie et actuel directeur de l'UPV
- Joseba Arregui : professeur de sociologie, membre de la plate-forme Aldaketa et ex-conseiller de Culture du Gouvernement basque
- Pedro Miguel Etxenike : professeur d'université de physique de la Matière Condensée et prix Prince des Asturies et de National de Physique
- Fernando Savater : philosophe
- Pedro Ibarra :
- Iratxe Fresneda : chargée de cours au département des communications et de la publicité.
- Carlos Martínez Gorriarán : professeur intituler d'Esthétique et Théorie des Arts
- Lourdes Méndez Pérez, anthropologue, spécialisée sur la production artistiques des femmes et personnes minorisées
- Carlos Sobera : présentateur de télévision (ex professeur en Sciences Sociales et de la Communication)
- Montserrat Boix : journaliste espagnole
- Txillardegi

## Étudiants
- María Jesus San Segundo : ex ministre de l'Éducation
- Jon Sistiaga : journaliste
- Jose javier Garcia : physicien
- Juan José Ibarretxe : lehendakari
- Ernesto Sáenz de Buruaga : journaliste
- Emma García : journaliste
- Aitziber Alonso : illustratrice
- Lucia DeLaPuerta : actrice et chanteuse
- Tvboy : artiste italien
- Isabel Herguera, réalisatrice de film d'animation expérimental